# Кяхта (Самарская область)
Кяхта — село в Шигонском районе Самарской области России. Входит в состав  сельского поселения Шигоны.

## Ойконим (происхождение названия)
Топоним «Кяхта» так же, как и топонимы Уса, Муранка — монгольского происхождения, означает «пырейное место», от слова «хяаг» — пырей. 

Существует предположение, что название села могло прийти из Восточной Сибири. На самой границе с Монголией есть город в Кяхтинском районе Бурятии таким же названием. Может быть, какой-то выходец из тех дальних мест, любуясь местными лесами, вспоминал родину и называл Кяхтой это село.
А раньше его называли Акташкой (Актяшкой). Жителями его стали выселенцы из села Маза.

## География
Расположено в 12 км от районного административного центра Шигоны.

## История

### Сельский Храм
Деревянная церковь в честь Покрова Пресвятой Богородицы была построена в 1909 году. За сосной для строительства староста снаряжал жителей в деревню Анновку. Там же церковь и подняли (сделали сруб), затем привезли в Кяхту. В селе помнят имя одного из строителей — Иван Роднов, печник. Вокруг церкви поставили железную ограду, с шарами на столбах. 

## Население
| 2010 | 2021 |
| ---- | ---- |
| 252  | ↘192 |

## Инфраструктура
Личное подсобное хозяйство с зоной сельскохозяйственного использования, индивидуальная застройка усадебного типа.
Основа экономики — сельское хозяйство.
Кяхтинский сельский дом культуры. 

## Транспорт
Остановка общественного транспорта «Кяхта» в центре села.